# Титанізм
Титані́зм (лат. Titanism) — філософська концепція, екстремальна форма гуманізму, що заперечує існування для людини обмежень у можливостях та розвитку. Назва пов′язана з ренесансним інтересом до античності та відсилає до повстання міфічних титанів проти влади свого батька Урана.

## Альтернативні визначення
- Форма індивідуалізму, що виявляється в орієнтації людини на максимальну реалізацію власних інтелектуальних, фізичних, психічних і інших можливостей, на самостійність у вирішенні своїх проблем, незважаючи на великі труднощі та складнощі, прагнення її до самовираження, бажання вийти за межі можливого;
- Якість особистості епохи Відродження, що вирізняється винятковістю розуму, силою духу і різноманіттям таланту;
- В літературі та мистецтві — течія, що мала на меті зображення героїв, які мають величезний потенціал сил духовних та фізичних для вирішення надскладних життєвих ситуацій;
- Опис монументальних здійснень[2].